# Derick Brassard
Derick Brassard, född 22 september 1987, är en kanadensisk före detta professionell ishockeyforward som spelade 16 säsonger i National Hockey League (NHL) för lagen Columbus Blue Jackets, New York Rangers, Ottawa Senators, Pittsburgh Penguins, Florida Panthers, Colorado Avalanche, New York Islanders, Arizona Coyotes, Philadelphia Flyers och Edmonton Oilers. Han draftades av Blue Jackets i första rundan som sjätte totalt vid NHL Entry Draft 2006.

## Klubbkarriär
Brassard valdes som 6:e spelare totalt i 2006 års NHL Entry Draft av Columbus Blue Jackets.
Säsongen 2006–07 förstördes av en axelskada. Brassard missade bland annat JVM i Sverige under december och januari.
Mellan 2012 och 2016 spelade han för Rangers.
Den 18 juli 2016 tradades Brassard tillsammans med ett draftval i sjunde rundan 2018 till Ottawa Senators i utbyte mot Mika Zibanejad och ett draftval i andra rundan 2018.
23 februari 2018 var han del i en trevägs bytesaffär mellan Ottawa Senators, Pittsburgh Penguins och Vegas Golden Knights. Han blev tillsammans med Vincent Dunn och ett draftval i tredje rundan 2018, tradad av Senators till Penguins i utbyte mot Ian Cole, Filip Gustavsson, ett draftval i första rundan 2018 och ett draftval i tredje rundan 2019. Brassard gick dock via Golden Knights så att de kunde ta på sig att betala 40% av Brassards lön de nästa två säsongerna så att Penguins skulle ha råd med honom utan att överstiga lönetaket. I gengäld fick Golden Knights Ryan Reaves och ett draftval i fjärde rundan 2018 av Penguins, i utbyte mot Tobias Lindberg.
Den 1 februari 2019 tradades han till Florida Panthers tillsammans med Riley Sheahan, ett draftval i andra rundan 2019 och två draftval i fjärde rundan samma år, i utbyte mot Jared McCann och Nick Bjugstad.
Vid trading deadline den 25 februari 2019 tradades Brassard, tillsammans med ett villkorligt draftval i sjätte rundan 2020, till Colorado Avalanche i utbyte mot ett draftval i tredje rundan 2020.
21 augusti 2019 skrev Brassard på ett 1-årskontrakt med New York Islanders.

## Statistik

### Klubbkarriär
| 2002–03    | Gatineau L'Intrépide     | QMAAA      | 42   | 7   | 33  | 40  | 38  | —   | —  | —  | —  | —  |
| 2003–04    | Gatineau L'Intrépide     | QMAAA      | 32   | 19  | 45  | 64  | 84  | —   | —  | —  | —  | —  |
| 2003–04    | Drummondville Voltigeurs | QMJHL      | 10   | 0   | 1   | 1   | 0   | 7   | 0  | 0  | 0  | 0  |
| 2004–05    | Drummondville Voltigeurs | QMJHL      | 69   | 25  | 51  | 76  | 25  | 6   | 1  | 5  | 6  | 6  |
| 2005–06    | Drummondville Voltigeurs | QMJHL      | 58   | 44  | 72  | 116 | 92  | 7   | 5  | 4  | 9  | 10 |
| 2006–07    | Drummondville Voltigeurs | QMJHL      | 14   | 6   | 19  | 25  | 24  | 12  | 9  | 15 | 24 | 12 |
| 2007–08    | Syracuse Crunch          | AHL        | 42   | 15  | 36  | 51  | 51  | 13  | 4  | 9  | 13 | 10 |
| 2007–08    | Columbus Blue Jackets    | NHL        | 17   | 1   | 1   | 2   | 6   | —   | —  | —  | —  | —  |
| 2008–09    | Columbus Blue Jackets    | NHL        | 31   | 10  | 15  | 25  | 17  | —   | —  | —  | —  | —  |
| 2009–10    | Columbus Blue Jackets    | NHL        | 79   | 9   | 27  | 36  | 48  | —   | —  | —  | —  | —  |
| 2010–11    | Columbus Blue Jackets    | NHL        | 74   | 17  | 30  | 47  | 55  | —   | —  | —  | —  | —  |
| 2011–12    | Columbus Blue Jackets    | NHL        | 74   | 14  | 27  | 41  | 42  | —   | —  | —  | —  | —  |
| 2012–13    | EC Red Bull Salzburg     | EBEL       | 6    | 4   | 1   | 5   | 6   | —   | —  | —  | —  | —  |
| 2012–13    | Columbus Blue Jackets    | NHL        | 34   | 7   | 11  | 18  | 16  | —   | —  | —  | —  | —  |
| 2012–13    | New York Rangers         | NHL        | 13   | 5   | 6   | 11  | 0   | 12  | 2  | 10 | 12 | 2  |
| 2013–14    | New York Rangers         | NHL        | 81   | 18  | 27  | 45  | 46  | 23  | 6  | 6  | 12 | 8  |
| 2014–15    | New York Rangers         | NHL        | 80   | 19  | 41  | 60  | 34  | 19  | 9  | 7  | 16 | 20 |
| 2015–16    | New York Rangers         | NHL        | 80   | 27  | 31  | 58  | 30  | 5   | 1  | 3  | 4  | 0  |
| 2016–17    | Ottawa Senators          | NHL        | 81   | 14  | 25  | 39  | 24  | 19  | 4  | 7  | 11 | 8  |
| 2017–18    | Ottawa Senators          | NHL        | 58   | 18  | 20  | 38  | 30  | —   | —  | —  | —  | —  |
| 2017–18    | Pittsburgh Penguins      | NHL        | 14   | 3   | 5   | 8   | 4   | 12  | 1  | 3  | 4  | 4  |
| 2018–19    | Pittsburgh Penguins      | NHL        | 40   | 9   | 6   | 15  | 29  | —   | —  | —  | —  | —  |
| 2018–19    | Florida Panthers         | NHL        | 10   | 1   | 3   | 4   | 2   | —   | —  | —  | —  | —  |
| 2018–19    | Colorado Avalanche       | NHL        | 20   | 4   | 0   | 4   | 8   | 9   | 0  | 1  | 1  | 8  |
| 2019–20    | New York Islanders       | NHL        | 66   | 10  | 22  | 32  | 16  | 18  | 2  | 6  | 8  | 6  |
| 2020–21    | Arizona Coyotes          | NHL        | 53   | 8   | 12  | 20  | 12  | —   | —  | —  | —  | —  |
| 2021–22    | Philadelphia Flyers      | NHL        | 31   | 6   | 10  | 16  | 10  | —   | —  | —  | —  | —  |
| 2021–22    | Edmonton Oilers          | NHL        | 15   | 2   | 1   | 3   | 6   | 1   | 0  | 0  | 0  | 0  |
| 2022–23    | Ottawa Senators          | NHL        | 62   | 13  | 10  | 23  | 30  | —   | —  | —  | —  | —  |
| NHL totalt | NHL totalt               | NHL totalt | 1013 | 215 | 330 | 545 | 465 | 118 | 25 | 43 | 68 | 56 |

### Internationellt
| År            | Lag           | Turnering     | Resultat      |    | Matcher | Mål | Assist | Poäng | Utv |
| ------------- | ------------- | ------------- | ------------- | -- | ------- | --- | ------ | ----- | --- |
| 2004          | Canada Quebec | U17           | 3             | 6  | 1       | 0   | 1      | 4     |     |
| 2005          | Kanada        | U18-VM        | 2             | 6  | 0       | 4   | 4      | 6     |     |
| 2016          | Kanada        | VM            | 1             | 10 | 5       | 6   | 11     | 4     |     |
| Junior totalt | Junior totalt | Junior totalt | Junior totalt | 12 | 1       | 4   | 5      | 10    |     |
| Senior totalt | Senior totalt | Senior totalt | Senior totalt | 10 | 5       | 6   | 11     | 4     |     |